# 林蔚山
林蔚山（1946年7月11日—），台灣企業家，大同公司創辦人林尚志長孫。曾任大同公司總經理、董事長等職。

## 生平
林蔚山就讀臺北市立建國高級中學、大同工學院電機工程學系學士、美國聖路易華盛頓大學經營研究所碩士，就讀大同工學院時，透過妹妹在北一女的畢業紀念冊而認識了林郭文艷，其後交往並結婚。育有二子，一歿，長子林建文（已故）、次子林建元。林蔚山具有經營研究所碩士學歷，個性溫和，但不善於經營企業，故大權旁落於林郭文艷身上。
2011年1月，林蔚山爆發疑似掏空大同集團資產、個人投資通達國際導致大同集團虧損的醜聞，遭檢方約談，以新台幣兩千萬元交保候傳，同年10月7日遭到起訴求刑20年。
2012年6月29日，板橋地院依違反《證券交易法》等罪，一審判處林蔚山有期徒刑4年6個月。
2014年8月13日，二審台灣高等法院判處林蔚山8年徒刑，併科罰金3億元。。
案經最高法院發回高院更審後，2017年8月23日台灣高等法院更一審判處林蔚山8年徒刑，併科罰金3億元，且須沒收其脫免債務的不法所得13.5億餘元。2017年10月，最高法院裁准扣押林蔚山的四筆土地共1,022坪、及林所有的17,655,173股大同公司股票、和79,172股華映公司股票，這是刑法沒收新制上路後，第一位上市公司負責人因涉掏空公司被新制查扣財產案子。這主因是林投資通達公司大賠，竟將個人為通達連帶保證的銀行債務13億餘元，轉嫁由大同集團子公司吸收，涉嫌掏空大同公司，台灣高等法院更一審8月底依證交法的特別背信罪，將林蔚山判刑八年、併科罰金3億元，且沒收犯罪所得13億餘元，檢方隨即聲請查扣林蔚山的犯罪所得，最高法院最後予以准扣。
2019年5月29日，最高法院駁回林蔚山上訴，依《證券交易法》特別背信罪判處8年有期徒刑，併科罰金3億元，沒收脫免債務的不法所得13.5億餘元，並要求檢方啟動防逃機制，維持更一審判決。全案定讞。